# Bruno Cesana
Bruno Cesana (Milano, 12 settembre 1910 – Villalba, 13 luglio 1938) è stato un militare e aviatore italiano, decorato di Medaglia d'oro al valor militare alla memoria nel corso della guerra civile spagnola.

## Biografia
Nacque a Milano il 12 settembre 1910. Frequentò il corso per allievi sergenti pilota della Regia Aeronautica sull'aeroporto di Sesto San Giovanni e nel marzo 1930 conseguì il brevetto di pilota militare. Nominato sergente nel luglio dello stesso anno, fu assegnato al 2º Stormo Caccia Terrestre di stanza a Torino. Posto in congedo per fine ferma, durante la vita civile lavorò come disegnatore presso la ditta Cattaneo di Milano, seguendo i corsi di allenamento al volo presso l'aeroporto di Taliedo negli anni 1932, 1933 e 1934. Richiamato in servizio attivo a domanda nel novembre 1935, fu assegnato al 6º Stormo Caccia Terrestre e poi al 52º Stormo Caccia Terrestre sull'aeroporto di Ghedi. Il 19 aprile 1937, con la promozione al grado di sergente maggiore, fu assegnato all'Aviazione Legionaria e mandato a combattere nella guerra di Spagna. Durante il corso delle operazioni aeree venne promosso maresciallo per merito di guerra. Cadde in combattimento il 17 gennaio 1938, e fu decorato con la medaglia d'oro al valor militare alla memoria. Una via di Milano porta il suo nome.

### Fonti
1. 1 2 3 4 5 6 7  Combattenti Liberazione.
2. 1 2  Gruppo Medaglie d'Oro al Valor Militare 1965, p. 302.
3. 1 2  Ufficio Storico dell'Aeronautica Militare 1969, p. 76.
4. ↑  Buzzi, Buzzi 2005, p. 98.
5. ↑  Medaglie d'oro al valor militare sul sito della Presidenza della Repubblica